# Organització territorial de l'Azerbaidjan
Azerbaidjan està dividit en:
- 59 districtes (rayonlar; sing.– rayon),
- 11 ciutats (şəhərlər; sing.– şəhər),
- 1 república autònoma (muxtar respublika), que conté:
  - 7 districtes
  - 1 ciutat

Els districtes es divideixen en municipis (Bələdiyyə).
A més, l'Azerbaidjan se subdivideix en 9 regions (econòmiques) (İqtisadi Rayonlar; sing.– İqtisadi Rayon).
No és una divisió administrativa. Cada regió conté diversos districtes. La República Autònoma de Nakhtxivan forma la desena regió econòmica, separada de la resta.

## Regions i República Autònoma

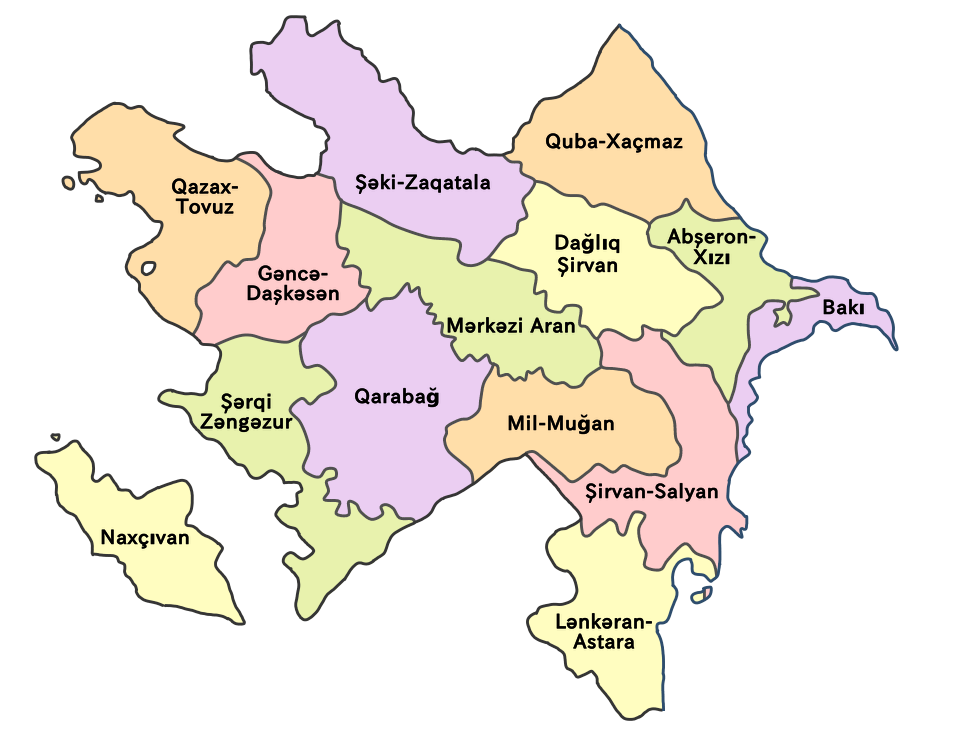
Les actuals regions econòmiques d'Azerbaidjan, després de la reforma del 2021

| Regió econòmica   | Àrea (km²) | Població (2021) |
| ----------------- | ---------- | --------------- |
| Abşeron-Xızı      | 3,730      | 578,800         |
| Bakú              | 2,140      | 2,300,500       |
| Aran Central      | 6,690      | 740,000         |
| Zəngəzur Oriental | 7,470      | 343,500         |
| Gəncə-Daşkəsən    | 5,270      | 611,300         |
| Qazax-Tovuz       | 7,030      | 687,600         |
| Quba-Xaçmaz       | 6,960      | 558,700         |
| Karabakh          | 8,990      | 904,500         |
| Lənkəran-Astara   | 6,070      | 953,600         |
| Mil-Mughan        | 5,670      | 522,600         |
| Şirvan Muntanyós  | 6,130      | 324,800         |
| Nakhtxivan        | 5,500      | 461,500         |
| Şəki-Zaqatala     | 8,840      | 630,400         |
| Şirvan-Salyan     | 6,080      | 501,300         |
| TOTAL             | 86,570     | 10,119,100      |

## Organització territorial

### Azerbaidjan contigu
| 1. Districte d'Abşeron 2. Districte d'Ağcabədi 3. Districte d'Ağdam 4. Districte d'Ağdaş 5. Districte d'Ağstafa 6. Districte d'Ağsu 7. Şirvan (ciutat) 8. Districte d'Astara 9. Bakú (city) 10. Districte de Balakan 11. Districte de Barda 12. Districte de Baylakan 13. Districte de Biləsuvar 14. Districte de Cəbrayıl 15. Districte de Cəlilabad 16. Districte de Daşkəsən 17. Districte de Şabran 18. Districte de Füzuli 19. Districte de Gadabay 20. Gandja (ciutat) 21. Districte de Goranboy 22. Districte de Göyçay 23. Districte de Hacıqabul 24. Districte d'İmişli 25. Districte d'İsmayıllı 26. Districte de Kəlbəcər 27. Districte de Kurdamir 28. Districte de Laçın 29. Districte de Lenkoran 30. Lenkoran (ciutat) 31. Districte de Lerik 32. Districte de Masallı 33. Mingatxevir (ciutat) 34. Naftalan (ciutat) 35. Districte de Neftçala | 36. Districte d'Oğuz 37. Districte de Kabala 38. Districte de Qax 39. Districte de Qazax 40. Districte de Qobustan 41. Districte de Quba 42. Districte de Qubadli 43. Districte de Qusar 44. Districte de Saatlı 45. Districte de Sabirabad 46. Districte de Shaki 47. Shaki (ciutat) 48. Districte de Salyan 49. Districte de Şamaxı 50. Districte de Şəmkir 51. Districte de Samux 52. Districte de Siyəzən 53. Sumqayit (ciutat) 54. Districte de Şuşa 55. Şuşa (ciutat) 56. Districte de Tartar 57. Districte de Tovuz 58. Districte d'Ucar 59. Districte de Xaçmaz 60. Xankəndi (ciutat) 61. Districte de Goygol 62. Districte de Xızı 63. Districte de Xocalı 64. Districte de Xocavənd 65. Districte de Yardımlı 66. Districte de Ievlakh 67. Ievlakh (ciutat) 68. Districte de Zangilan 69. Districte de Zaqatala 70. Districte de Zardab |

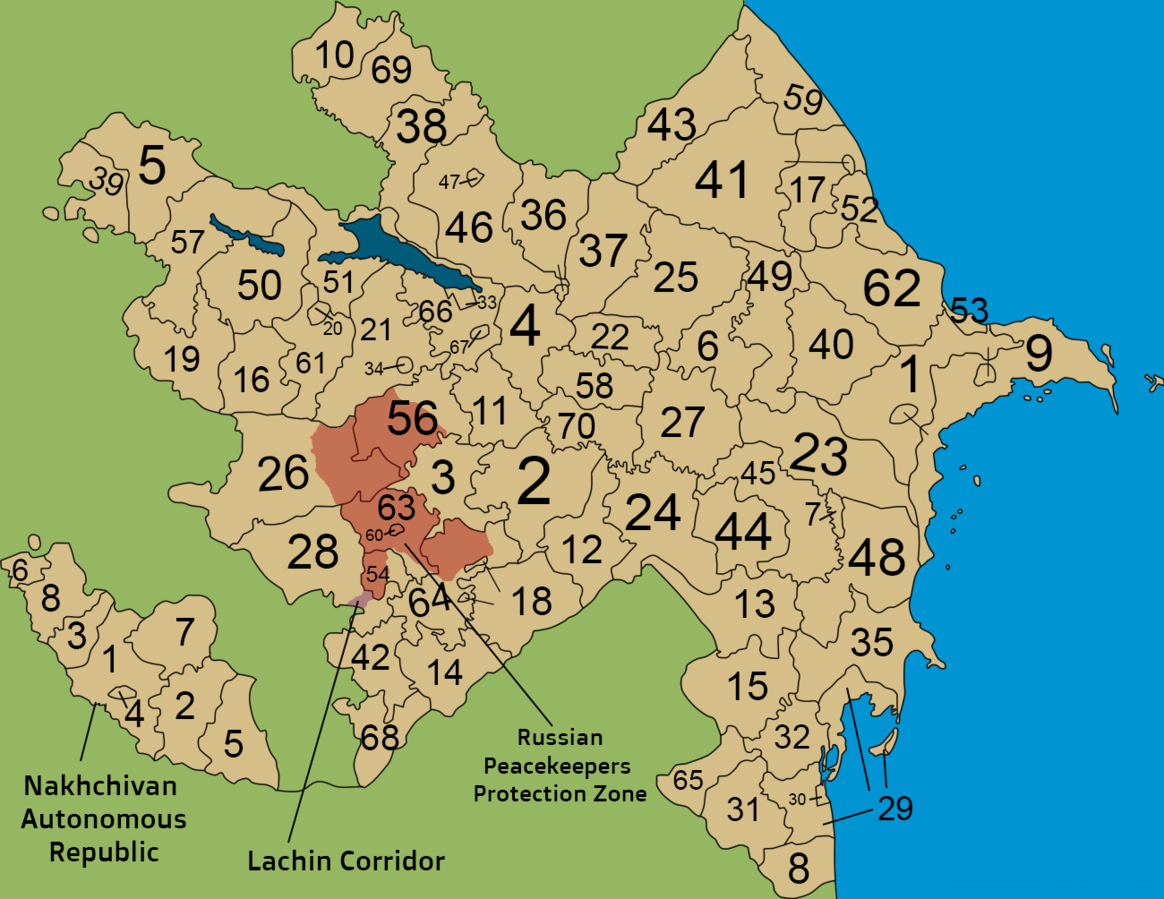
L'organització territorial de l'Azerbaidjan. Les divisions de l'exclavament de Nakhchivan no estan incloses en el següent llistat.

El territori de l'Alt Karabakh avui dia forma part dels raions de l'Azerbaidjan de Xocavənd, Şuşa, Xocalı, la part est de Kəlbəcər i la part oest de Tartar. Durant el període soviètic la regió era coneguda com a Província Autònoma d'Alt Karabakh; no obstant, el 26 de novembre de 1991 el Parlament de l'RSS de l'Azerbaidjan va abolir l'estatut autònom de la PAAK. Des de llavors el territori de la província autònoma s'ha dividit administrativament entre els districtes esmentats anteriorment.
Com a resultat de la guerra de l'Alt Karabakh, la major part del seu territori va estar fins al 2024 sota el control de les forces ètnicament armènies de l'Alt Karabakh i d'Armènia. L'autopoclamada república d'Artsakh també controlava una gran part del sud-oest de l'Azerbaidjan fora del territori de l'Alt Karabakh. Els districtes de l'Azerbaidjan situats completament o parcialment a la república d'Artsakh estan anotats en la llista. La república d'Artsakh no reconeixia aquests districtes i tenia el seu propi sistema d'administració territorial.
La llista següent inclou a la part principal de l'Azerbaidjan, excloent els districtes de la República Autònoma de Nakhxivan.
| Ref. mapa | Divisió administrativa | Nom àzeri  | Capital   | Àrea (km²) | Població (2011 est.) | Regió            | Notes                                                                     |
| --------- | ---------------------- | ---------- | --------- | ---------- | -------------------- | ---------------- | ------------------------------------------------------------------------- |
| 1         | Districte d'Abşeron    | Abşeron    | Xırdalan  | 1,360      | 192,900              | Abşeron          | Inclou un exclavament a Bakú                                              |
| 2         | Districte d'Ağcabədi   | Ağcabədi   | Ağcabədi  | 1,760      | 124,000              | Aran             |                                                                           |
| 3         | Districte d'Ağdam      | Ağdam      | Alıbəyli  | 1,150      | 180,600              | Yuxarı Qarabağ   | Part oest es troba de facto a la república d'Artsakh                      |
| 4         | Districte d'Ağdaş      | Ağdaş      | Ağdaş     | 1,050      | 100,600              | Aran             |                                                                           |
| 5         | Districte d'Ağstafa    | Ağstafa    | Ağstafa   | 1,500      | 81,400               | Gandja-Qazax     |                                                                           |
| 6         | Districte d'Ağsu       | Ağsu       | Ağsu      | 1,020      | 72,100               | Xirvan muntanyós |                                                                           |
| 7         | Şirvan (ciutat)        | Şirvan     |           | 30         | 78,700               | Aran             | Anomenada Ali Bayramli (Əli Bayramlı) fins al 24 d'abril de 2008          |
| 8         | Districte d'Astara     | Astara     | Astara    | 620        | 98,300               | Lenkoran         |                                                                           |
| 9         | Bakú (city)            | Bakı       |           | 2,130      | 2,092,400            | Abşeron          | Consta de 12 rayonlar és la capital i la ciutat més gran de l'Azerbaidjan |
| 10        | Districte de Balakan   | Balakən    | Balakan   | 920        | 91,100               | Shaki-Zaqatala   |                                                                           |
| 11        | Districte de Barda     | Bərdə      | Barda     | 960        | 143,900              | Aran             |                                                                           |
| 12        | Districte de Baylakan  | Beyləqan   | Baylakan  | 1,130      | 87,900               | Aran             |                                                                           |
| 13        | Districte de Biləsuvar | Biləsuvar  | Biləsuvar | 1,400      | 90,300               | Aran             |                                                                           |
| 14        | Districte de Cəbrayıl  | Cəbrayıl   | Cəbrayil  | 1,050      | 72,700               | Yuxarı Qarabağ   | De facto a la república d'Artsakh                                         |
| 15        | Districte de Cəlilabad | Cəlilabad  | Cəlilabad | 1,440      | 196,500              | Lenkoran         |                                                                           |
| 16        | Districte de Daşkəsən  | Daşkəsən   | Daşkəsən  | 1,050      | 33,200               | Gandja-Qazax     |                                                                           |
| 17        | Districte de Şabran    | Şabran     | Şabran    | 1,090      | 53,000               | Quba-Xaçmaz      | Anomenat Davatxi (Dəvəçi) fins al 2010                                    |
| 18        | Districte de Füzuli    | Füzuli     | Füzuli    | 1,390      | 118,900              | Yuxarı Qarabağ   | Part oest de facto a la república d'Artsakh                               |
| 19        | Districte de Gadabay   | Gədəbəy    | Gadabay   | 1,290      | 95,000               | Gandja-Qazax     | Fa frontera a un exclavament d'Armènia                                    |
| 20        | Gandja (ciutat)        | Gəncə      |           | 110        | 316,300              | Gandja-Qazax     | La segona ciutat més gran de l'Azerbaidjan                                |
| 21        | Districte de Goranboy  | Goranboy   | Goranboy  | 1,760      | 96,200               | Gandja-Qazax     |                                                                           |
| 22        | Districte de Göyçay    | Göyçay     | Göyçay    | 740        | 111,100              | Aran             |                                                                           |
| 23        | Districte de Hacıqabul | Hacıqabul  | Hacıqabul | 1,640      | 67,300               | Aran             |                                                                           |
| 24        | Districte d'İmişli     | İmişli     | İmişli    | 1,820      | 116,600              | Aran             |                                                                           |
| 25        | Districte d'İsmayıllı  | İsmayıllı  | İsmayıllı | 2,060      | 80,900               | Xirvan muntanyós |                                                                           |
| 26        | Districte de Kəlbəcər  | Kəlbəcər   | Kəlbəcər  | 3,050      | 83,200               | Kəlbəcər-Laçın   | De facto a la república d'Artsakh                                         |
| 27        | Districte de Kurdamir  | Kürdəmir   | Kurdamir  | 1,630      | 105,700              | Aran             |                                                                           |
| 28        | Districte de Laçın     | Laçın      | Laçın     | 1,840      | 70,900               | Kəlbəcər-Laçın   | De facto a la república d'Artsakh                                         |
| 29        | Districte de Lenkoran  | Lənkəran   | Lenkoran  | 1,540      | 209,900              | Lenkoran         |                                                                           |
| 30        | Lenkoran (ciutat)      | Lənkəran   |           | 70         | 83,300               | Lenkoran         |                                                                           |
| 31        | Districte de Lerik     | Lerik      | Lerik     | 1,080      | 76,400               | Lenkoran         |                                                                           |
| 32        | Districte de Masallı   | Masallı    | Masallı   | 720        | 202,500              | Lenkoran         |                                                                           |
| 33        | Mingatxevir (ciutat)   | Mingəçevir |           | 130        | 97,800               | Aran             |                                                                           |
| 34        | Naftalan (ciutat)      | Naftalan   |           | 30         | 9,100                | Gandja-Qazax     |                                                                           |
| 35        | Districte de Neftçala  | Neftçala   | Neftçala  | 1,450      | 81,300               | Aran             |                                                                           |
| 36        | Districte d'Oğuz       | Oğuz       | Oğuz      | 1,220      | 40,900               | Shaki-Zaqatala   |                                                                           |
| 37        | Districte de Kabala    | Qəbələ     | Kabala    | 1,550      | 95,600               | Shaki-Zaqatala   |                                                                           |
| 38        | Districte de Qax       | Qax        | Qax       | 1,490      | 53,900               | Shaki-Zaqatala   |                                                                           |
| 39        | Districte de Qazax     | Qazax      | Qazax     | 700        | 90,800               | Gandja-Qazax     | Inclou dos exclavaments a Armènia                                         |
| 40        | Districte de Qobustan  | Qobustan   | Qobustan  | 1,370      | 41,100               | Xirvan muntanyós |                                                                           |
| 41        | Districte de Quba      | Quba       | Quba      | 2,580      | 155,600              | Quba-Xaçmaz      |                                                                           |
| 42        | Districte de Qubadli   | Qubadlı    | Qubadli   | 800        | 36,700               | Kəlbəcər-Laçın   | De facto a la república d'Artsakh                                         |
| 43        | Districte de Qusar     | Qusar      | Qusar     | 1,540      | 89,300               | Quba-Xaçmaz      |                                                                           |
| 44        | Districte de Saatlı    | Saatlı     | Saatlı    | 1,180      | 95,100               | Aran             |                                                                           |
| 45        | Districte de Sabirabad | Sabirabad  | Sabirabad | 1,470      | 155,400              | Aran             |                                                                           |
| 46        | Districte de Shaki     | Şəki       | Shaki     | 2,430      | 173,500              | Shaki-Zaqatala   |                                                                           |
| 47        | Shaki (ciutat)         | Şəki       |           | 9          | 63,700               | Shaki-Zaqatala   |                                                                           |
| 48        | Districte de Salyan    | Salyan     | Salyan    | 1,790      | 124,900              | Aran             |                                                                           |
| 49        | Districte de Şamaxı    | Şamaxı     | Şamaxı    | 1,610      | 93,700               | Xirvan muntanyós |                                                                           |
| 50        | Districte de Şəmkir    | Şəmkir     | Şəmkir    | 1,660      | 196,100              | Gandja-Qazax     |                                                                           |
| 51        | Districte de Samux     | Samux      | Samux     | 1,450      | 54,600               | Gandja-Qazax     |                                                                           |
| 52        | Districte de Siyəzən   | Siyəzən    | Siyəzən   | 700        | 38,400               | Quba-Xaçmaz      |                                                                           |
| 53        | Sumqayit (ciutat)      | Sumqayıt   |           | 80         | 314,800              | Abşeron          |                                                                           |
| 54        | Districte de Şuşa      | Şuşa       | Şuşa      | 290        | 29,700               | Yuxarı Qarabağ   | De facto a la república d'Artsakh                                         |
| 55        | Şuşa (ciutat)          | Şuşa       |           | 5.5        | 4,100                | Yuxarı Qarabağ   | De facto a la república d'Artsakh                                         |
| 56        | Districte de Tartar    | Tərtər     | Tartar    | 960        | 98,400               | Yuxarı Qarabağ   | Part oest de facto a la república d'Artsakh                               |
| 57        | Districte de Tovuz     | Tovuz      | Tovuz     | 1,900      | 160,700              | Gandja-Qazax     | Fa frontera amb un exclavament d'Armènia                                  |
| 58        | Districte d'Ucar       | Ucar       | Ucar      | 850        | 79,800               | Aran             |                                                                           |
| 59        | Districte de Xaçmaz    | Xaçmaz     | Xaçmaz    | 1,050      | 162,100              | Quba-Xaçmaz      |                                                                           |
| 60        | Xankəndi (ciutat)      | Xankəndi   |           | 8          | 55,200               | Yuxarı Qarabağ   | Capital de facto de la república d'Artsakh anomenada Stepanakert          |
| 61        | Districte de Goygol    | Göygöl     | Goygol    | 1,030      | 58,300               | Gandja-Qazax     | Anteriorment Khanlar                                                      |
| 62        | Districte de Xızı      | Xızı       | Xızı      | 1,850      | 14,700               | Abşeron          |                                                                           |
| 63        | Districte de Xocalı    | Xocalı     | Xocalı    | 940        | 26,500               | Yuxarı Qarabağ   | De facto a la república d'Artsakh                                         |
| 64        | Districte de Xocavənd  | Xocavənd   | Xocavənd  | 1,460      | 42,100               | Yuxarı Qarabağ   | De facto a la república d'Artsakh                                         |
| 65        | Districte de Yardımlı  | Yardımlı   | Yardımlı  | 670        | 59,600               | Lenkoran         |                                                                           |
| 66        | Districte de Yevlakh   | Yevlax     | Yevlakh   | 1,540      | 119,600              | Aran             |                                                                           |
| 67        | Yevlakh (ciutat)       | Yevlax     |           | 95         | 59,036               | Aran             |                                                                           |
| 68        | Districte de Zangilan  | Zəngilan   | Zangilan  | 710        | 40,500               | Kəlbəcər-Laçın   | De facto a la república d'Artsakh                                         |
| 69        | Districte de Zaqatala  | Zaqatala   | Zaqatala  | 1,350      | 120,300              | Shaki-Zaqatala   |                                                                           |
| 70        | Districte de Zardab    | Zərdab     | Zardab    | 860        | 54,000               | Aran             |                                                                           |
|           |                        |            | Total     | 81,100     | 8,700,600            |                  |                                                                           |

### República Autònoma de Nakhtxivan
| 1. Districte de Babek 2. Districte de Culfa 3. Districte de Kangarli 4. Naxçıvan (ciutat) | 5. Districte d'Ordubad 6. Districte de Sadarak 7. Districte de Şahbuz 8. Districte de Şərur |

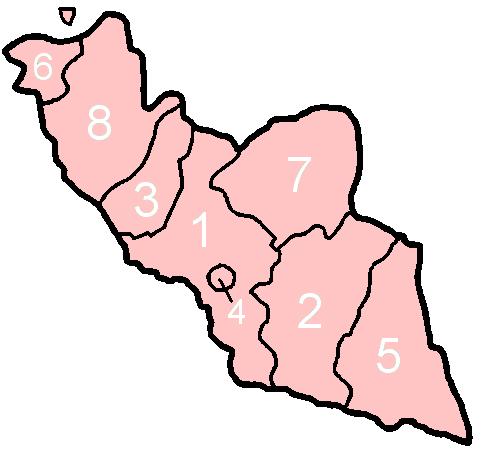
Les subdivisions de Nakhtxivan.

Els set districtes i un municipi de la República Autònoma de Nakhtxivan estan enumerats a sota.
| Ref. mapa | Divisió administrativa | Nom àzeri | Capital | Àrea (km²) | Població (2011 est.) | Notes |
| --------- | ---------------------- | --------- | ------- | ---------- | -------------------- | --- |
| 1         | Districte de Babek     | Babək     | Babek   | 900        | 65,100               | Anteriorment era coneguda com Nakhtxivan; rebatejada en homenatge a Babak Khorramdin en 1991                                                                                                   |
| 2         | Districte de Culfa     | Culfa     | Culfa   | 1,000      | 42,600               | Escrita també com a Julfa, Djulfa, Jugha o Dzhulfa. |
| 3         | Districte de Kangarli  | Kəngərli  | Qıvraq  | 680        | 28,600               | Es va separar de Babek el març de 2004 |
| 4         | Naxçıvan (ciutat)      | Naxçıvan  |         | 130        | 84,700               | Es va separar de Naxçıvan (districte de Babek) en 1991 |
| 5         | Districte d'Ordubad    | Ordubad   | Ordubad | 970        | 46,100               | Es va separar de Culfa durant la sovietització |
| 6         | Districte de Sadarak   | Sədərək   | Sadarak | 150        | 14,400               | Es va separar de Şərur en 1990; inclou l'exclavament de Karki a Armènia |
| 7         | Districte de Şahbuz    | Şahbuz    | Şahbuz  | 920        | 23,200               | Es va separar de Naxçıvan (Babek) durant la sovietització |
| 8         | Districte de Şərur     | Şərur     | Şərur   | 810        | 105,400              | Anteriorment era coneguda com Bash-Norashen durant la seva incorporació a la Unió Soviètica i Ilitx (en homenatge a Vladímir Ilitx Lenin) des del període de post-sovietització i fins al 1990 |
|           |                        |           | Total   | 5,560      | 410,100              | |